# Кубица, Любомир
Лю́бомир Ку́бица (чеш. Lubomír Kubica; род. 10 марта 1979, Границе) — чешский футбольный защитник и тренер.

## Биография
Начинал играть в футбол в своём родном городе, в 1995 году был приглашён в молодёжный состав клуба «Баник» из Остравы. 5 декабря 1999 года дебютировал за первый состав команды. В чемпионате Чехии 2000/2001 выступал за клуб «Дрновице», затем на один сезон вернулся в «Баник». Одновременно Кубица играл за юношеские и молодёжные сборные Чехии, в 2000—2002 гг. провёл 14 матчей за сборную Чехии по футболу (до 21 года), где его партнёрами были, в частности, Милан Барош, Томаш Росицки и Петр Чех. В 2002 году Кубица снова оказался в «Дрновице», который к этому времени оказался в третьей по уровню в чешском футболе Моравско-силезской лиге; после того, как клуб выиграл сезон и перешёл во Вторую лигу, в клубе состоялось празднование, после которого автомобиль Кубицы с хозяином за рулём и тремя другими футболистами в салоне попал в тяжёлую аварию. В больнице у Кубицы обнаружили серьёзную травму головы и алкогольное опьянение.
После выздоровления Кубица выступал за футбольный клуб «Границе», также игравший в Моравско-силезской лиге. В августе-сентябре 2003 года пробовался в санкт-петербургское «Динамо», однако вернулся в «Границе» и выступал за него до конца сезона. В 2004 г. по предложению бывшего футболиста «Баника» Томаша Штястки перебрался в Казахстан и в сезоне 2004/2005 гг. выступал за футбольный клуб «Иртыш» (Павлодар), забив три гола и став серебряным призёром чемпионата Казахстана. Однако уже в начале следующего сезона Кубица во время матча сломал руку и уехал лечиться в Чехию; в феврале 2006 г. предполагалось его возвращение в Казахстан для выступлений за команду «Есиль-Богатырь» из Петропавловска, однако этого так и не произошло. В сезоне 2006/2007 гг. играл за словацкий футбольный клуб «Тренчин», следующие полтора сезона провёл в Словении в клубе «Марибор»; в сезоне 2008/2009 гг. «Марибор» выиграл чемпионат Словении, однако Кубица не получил медалей, поскольку, сыграв в первой половине сезона 10 матчей, перешёл затем в израильскую команду «Ашдод». По окончании сезона Кубица перебрался в Азербайджан, где в сезоне 2009/2010 гг. выступал за клуб «Интер» (Баку), в составе которого выиграл чемпионат Азербайджана. Для завершения карьеры Кубица вернулся в Чехию в город Злин, где в 2010—2014 гг. выступал во Второй лиге чешского футбола за клуб «Фастав» (до 2012 г. «Тескома»).

## Достижения
- Чемпион Азербайджана: 2009/10
- Серебряный призёр чемпионата Казахстана: 2004